# Juan Antonio Vallejo-Nágera
Juan Antonio Vallejo-Nágera Botas (Oviedo, 14 de novembre de 1926-Madrid, 13 de març de 1990) va ser un psiquiatra i escriptor espanyol.

## Biografia
Era fill d'Antonio Vallejo-Nájera Lobón, psiquiatre i militar que va dirigir els serveis psiquiàtrics del Bàndol nacional durant la Guerra Civil espanyola. Havia iniciat els seus estudis universitaris en la Facultat de Medicina de Madrid a l'edat de 16 anys (1943). Obté la seva llicenciatura en Medicina l'any 1949 amb un total de vint-i-vuit matrícules d'honor, obtenint el grau de llicenciat amb excel·lent i el grau de doctor amb la qualificació de cum laude en 1954. La seva tesi doctoral Epilepsia y catatonía audiógena de la rata blanca rep el premi de la Reial Acadèmia Nacional de Medicina a la millor tesi doctoral de l'any.
En 1955 la Reial Acadèmia Nacional de Medicina li atorga la Medalla de Plata pel seu treball Las neurosis infantiles. En 1953 obté per concurs oposició la plaça de cap de secció de Psiquiatria i Higiene Mental en l'Institut Provincial de Sanitat, amb funció de director, i en 1956 obté la plaça de director de l'Hospital Psiquiàtric Nacional de Leganés (Madrid). En 1957 guanya per oposició les places de catedràtic de Psiquiatria i Psicopatologia de la Facultat de Medicina (Universitat Complutense), director de l'Institut Nacional de Pedagogia Terapèutica i del Centre de Recerques Psiquiàtriques de Madrid.
En 1957 contreu matrimoni amb María Victoria Zóbel de Ayala y Montojo, germana del famós pintor hispano-filipí Fernando Zóbel, creador i principal promotor del museu d'Art Abstracte de Conca, tots dos membres d'una de les famílies més opulentes de les Filipines. El 6 de maig de 1958 neix la seva primera filla Alejandra Vallejo-Nágera. Dos anys després neix el seu segon fill, Íñigo Vallejo-Nájera, i tres anys més tard la seva filla María Vallejo-Nájera.
El 17 de juliol de 1969 se li concedeix la Gran Creu de l'Orde Civil de Sanitat. En 1972 és nomenat director del Centre de Recerques Psiquiàtriques i Docents del PANAP, posteriorment denominat Centre de Salut Mental de Madrid.
Va destacar com a metge tant en les facetes clínica com didàctica. Entre les seves aficions va destacar com a enquadernador, activitat en la qual va arribar a ser reconegut internacionalment, i com a pintor d'estil naïf. Com a escriptor va conrear l'assaig, la divulgació, la biografia i la ficció inspirant-se en les seves experiències com a psiquiatra, i la novel·la històrica.
L'any 1974 va abandonar la docència i es va concentrar en la seva carrera d'escriptor. Segons conta en la seva autobiografia, l'ambient contestatari de la universitat dels anys 70, immers en la lluita sociopolítica del final de la dictadura, li resultava desagradable i decebedor. En 1985 va guanyar el Premi Planeta amb la novel·la històrica Yo, el rey, la qual cosa va confirmar la seva consagració com a literat, conferenciant i divulgador de temes mèdics.
Va morir a causa d'un càncer de pàncrees el 13 de març de 1990. Vallejo-Nájera trià l'escriptor José Luis Olaizola Sarriá perquè, junts, recollissin l'experiència de la seva mort; el resultat d'aquest comú esforç es plasma en l'obra La puerta de la esperanza, que ha estat traduïda a més de vint idiomes.

## Obres
- -. Ante la depresión.  Editorial Planeta, 2001. ISBN 978-84-08-03781-1.
- -. Introducción a la Psiquiatría.  Barcelona: Editorial Científico Médica, 1963 - 1977. ISBN 978-84-224-0483-5.
- -. Aprender a hablar en público.  Editorial Planeta, 2006. ISBN 978-84-08-06863-1.
- -. Color en un mundo gris y otros artículos.  Ediciones Temas de Hoy, 1991. ISBN 978-84-7880-131-2.
- -. Concierto para instrumentos desafinados.  Editorial Planeta, 1997. ISBN 978-84-08-02156-8.
- -. Conócete a ti mismo: los grandes problemas psicológicos de nuestro tiempo.  Ediciones Temas de Hoy, 2006. ISBN 978-84-8460-467-9.
- -. Guía práctica de psicología: cómo afrontar los problemas de nuestro tiempo.  Ediciones Temas de Hoy, 2006. ISBN 978-84-8460-472-3.
- -. El ingenuismo en España.  Fundación Pedro Barrié de la Maza, Conde de Fenosa, 1982. ISBN 978-84-85728-11-4.
- -. Lecciones de Psiquiatría.  Editorial Científico-Médica, 1958. ISBN 978-84-224-0024-0.
- -. Locos egregios.  Editorial Planeta, 2002. ISBN 978-84-08-04460-4.
- -. Mi mundo.  Ediciones Temas de Hoy, 1995. ISBN 978-84-7880-509-9.
- -. Mishima o el placer de morir.  Editorial Planeta, 1995. ISBN 978-84-08-01296-2.
- -. Naifs Españoles Contemporáneos.  Mas Actual, 1975. ISBN 978-84-400-9199-4.
- -. Perfiles humanos.  Planeta-De Agostini, 1996. ISBN 978-84-395-4578-1.
- -. Ulcera gastroduodenal en los personajes de la historia, la.  Ediciones Doyma, 1987. ISBN 978-84-7592-128-0.
- -. Vallejo y yo.  Editorial Planeta, 1999. ISBN 978-84-08-03269-4.
- -. Yo, el intruso.  Planeta-De Agostini, 1997. ISBN 978-84-395-5966-5.
- -. Yo, el rey.  Planeta-De Agostini, 2004. ISBN 978-84-674-0924-6.
- amb Olaizola, José Luis. La puerta de la esperanza.  Editorial Planeta, 1999. ISBN 978-84-08-03246-5.